# David Adye Buchan
David Adye Buchan, britanski general, * 7. september 1890, † 12. oktober 1950.